# Dag Norberg
Dag Ludvig Norberg (Strängnäs, 31 de juliol de 1909 – Estocolm, 20 d'octubre de 1996) fou un llatinista suec, autor d'estudis importants, tant lingüístics com literaris, sobre el llatí medieval.

## Vida
Norberg es doctorà l'any 1937 a la Universitat d'Uppsala amb una tesi sobre Gregori el Gran; en aquesta universitat exercí la docència fins a 1948, quan fou nomenat professor de llengua i literatura llatina a la Universitat d'Estocolm, on exerciria fins a la jubilació (1974). En aquesta universitat fundà una important escola d'estudis de llatí medieval.
Fou rector de la Universitat d'Estocolm de 1966 a 1974 i contribuí a l'organització del trasllat del campus. El 1946 fou nomenat membre de la Societat reial de ciències humanes d'Uppsala; el 1955 fou nomenat membre de la Reial Acadèmia Sueca de lletres, història i antiguitats; i el 1965 fou nomenat membre de la Reial Acadèmia Sueca de Ciències.

## Obra
Norberg publicà entre 1937 i 1939 dos volums de l'obra In registrum Gregorii Magni studia critica, on estudiava l'epistolari de Gregori el Gran, conservat en un còdex il·luminat del segle X del Museu Condé de Chantilly.
Després es dedicà importants estudis a la sintaxi del llatí tardà i medieval (Syntaktische Forschungen auf dem Gebiete des Spätlateins und des frühen Mittellateins "Recerques sintàctiques sobre el llatí tardà i el llatí medieval primerenc" 1943, i Beiträge zur spätlateinischen Syntax "Contribució a la sintaxi del llatí tardà", 1944). En aquests estudis continuà l'obra del també suec Einar Löfstedt.
Ja des de la Universitat d'Estocolm dedicà estudis a la literatura llatina medieval, particularment a la poesia: La poésie latine rythmique du Haut Moyen Âge (1954), Introduction à l'étude de la versification latine médiévale (1958). Més endavant de la seva vida publicarà l'obra completa de la poesia de Paulí d'Aquileia (1979, 1990) i el Registrum Gregorii de Gregori el Gran (1982).

## Publicacions
- In registrum Gregorii Magni studia critica, 2 vol., Uppsala, 1937-39
- Syntaktische Forschungen auf dem Gebiete des spätlateins und des frühen Mittellateins, Uppsala, 1943
- Beiträge zur spätlateinischen Syntax, Estocolm: Almqvist & Wiksell, 1944
- La poésie latine rythmique du Haut Moyen Âge, Estocolm: Almqvist & Wiksell, 1954
- Introduction à l'étude de la versification latine médiévale, Estocolm: Almqvist & Wiksell, 1958 [traducció anglesa: An introduction to the study of medieval Latin versification, Washington, D. C.: Catholic University of America Press, 2004]
- Manuel pratique de latin médiéval, París, Picard, 1968 [Manuale di latino medievale, Florència, 1974; reeditat: 1990]
- L'oeuvre poétique de Paulin d'Aquilée: édition critique avec introduction et commentaire, Estocolm: Reial Acadèmia Sueca, 1979
- S. Gregorii Magni registrum epistularum libri I-VII, Corpus Christianorum Series Latina 140, Turnhout: Brepols, 1982
- S. Gregorii Magni registrum epistularum libri VII-XIV, Corpus Christianorum Series Latina 140A, Turnhout: Brepols, 1982
- L'accentuation des mots dans les vers du latin du Moyen Âge, Estocolm: Reial Acadèmia Sueca, 1985
- Contra Felicem libri tres. Paulini Aquilensis opera omnia, pars I, Corpus Christianorum Continuatio Mediaevalis 95, Turnhout: Brepols, 1990
- Au seuil du Moyen Âge: études linguistiques, métriques et littéraires publiées par ses collègues et élèves à l'occasion de son 65e anniversaire, Pàdua: Editrice Antenore, 1974 [recull dels seus articles, en homenatge]
- (Ritva María Jacobsson / Folke Sandgren, editors), Au seuil du Moyen Âge II: études linguistiques, métriques et littéraires 1975-1995, Estocolm: Reial Acadèmia Sueca: 1998 [recull dels seus articles, en homenatge]